# Списък на депутатите в Двадесет и петото обикновено народно събрание
Според стенографските дневници депутатите в Двадесет и петото обикновено народно събрание през неговата първа сесия са:
- Аврам Петков Гачев
- Александър Василев Загоров
- Александър Гатев Кръстев
- Александър Константинов Карапетров
- Александър Симов Гигов
- Александър Христов Радолов
- Александър Цалов Цанков
- Ангел Вълчев Долапчиев
- Ангел Георгиев Държански
- Ангел Димитров Сивинов
- Ангел Стоянов Чешмеджиев
- Андро Христов Лулчев
- Атанас Ганчев Попов
- д-р Атанас Георгиев Попов
- Атанас Добрев Къдрев
- Атанас Петков Каишев
- Атанас Цветков Ганев
- Божил Петров Пращилов
- д-р Божко Йорд. Ковачевски
- Борис Василев Мончев
- Борис Петров Попов
- Борис Стефаноов Кисов
- Белю Алексиев Белев
- Белю Белев Келешев
- д-р Васил Георгиев Петров
- Васил Петров Чобанов
- Васил Христов Велчев
- Васил Цветков Василев
- Велизар Христов Багаров
- Гаврил Грозданов Грозданов
- Гаврил Стоянов Ленков
- Георги Василев Рашков
- Георги Димитров Шишков
- Георги Желязков Свинаров
- Георги Иванов Михайлов
- Георги Киряков Чалбуров
- д-р Георги Конст. Липовански
- Георги Миков Нинов
- Георги Петров Кендеров
- д-р Георги Рафаилов Попов
- Георги п. Стефанов Проданов
- Георги Стоянов Петков
- Георги Тодоров Кръстев
- Гето Кръстев Гетов
- Данаил Жечев Кънев
- Дени Костов Недков
- Деню Георгиев Колев
- Деню Цанев Чолаков
- Деян Петров Деянов
- Димитър Атанасов Арнаудов
- Димитър Вълчев Марчев
- Димитър Георгиев Сараджов
- Димитър Иванов Захариев
- Димитър Илиев Иванов
- Димитър Йосифов Пешев
- Димитър Кирев Тонев
- Димитър Маринов Андреев
- Димитър Николов Икономов
- Димитър Тодоров Митков
- Дичо Тодоров Стоянов
- Дончо Димов Узунов
- Дочо Николов Христов
- Делчо Тодоров Гогов
- Еким Александров Екимов
- Еню Георгиев Клянтев
- Жико Петров Струнджев
- Запрян Неделчев Клявков
- Иван п. Анастасов Райчев
- Иван Атанасов Русев
- д-р Иван Бешков Дунов
- Иван Борисов Батембергски
- Иван Василев Петров
- Иван Димитров Минков
- д-р Иван Киров Вазов
- Иван п. Констант. п. Иванов
- д-р Иван Коцев Йотов
- Иван Петров Недялков
- Иван Пешов Гърков
- Иван Славов Керемидчиев
- Игнат Илиев Хайдуков
- Илия Димитров Славков
- Кирил Георгиев Минков
- Киро Костадинов Арнаудов
- Кирчо Илиев Кирчев
- Коста Божилов Светлов
- Косю Христов Анев
- Крум Николов Митаков
- Лазар Василев Бакалов
- Лазар Маринов Попов
- д-р Любен Дим. Дюгмеджиев
- Марин Грозев Вълчев
- Марин Иванов Тютюнджиев
- Марко Димов Сакарски
- Матю Иванов Колев
- Милети Начов Петков
- Минчо Димитров Ковачев
- Михаил Йовов Йовов
- Найден Андреев Стоичков
- Найден Райнов Маринов
- Неделчо х. Стеф. Куюмджиев
- Никола Генков Костадинов
- Никола Захариев Ангелов
- Никола Иванов Василев
- Никола Иванов Градев
- д-р Никола Иванов Дуров
- Никола Йорданов Джанков
- д-р Никола Илиев Сакаров
- Никола Петров Логофетов
- Никола Стойчев Мушанов
- д-р Никола Христов Минков
- Николай Василев Султанов
- д-р Николай Петр. Николаев
- Обрешко Славов Обрешков
- Панайот Тодоров Станков
- Петко Димитров Кършев
- д-р Петко Стойков Балкански
- Петко Стоянов Стайнов
- Петър  Георгиев Михалев
- Петър Димитров Грънчаров
- д-р Петър Ив. Кьосеиванов
- Петър Иванов Митев
- д-р Петър Марин. Шишков
- Петър Марков х. Петров
- Петър Николов Думанов
- Петър Савов Великов
- Петър Христов Дограмаджиев
- Рашко Атанасов Атанасов
- Руси Иванов Маринов
- Светослав Михайлов Славов
- Светослав Христов Павлов
- Серафим Георгиев Апостолов
- Симеон Андреев Наумов
- Симеон Иванов Симеонов
- Симеон Киров Халачев
- Сирко Станчев Петков
- Славейко Лазаров Василев
- Сотир Янев Дробачки
- Спас Ганев Райчев
- Спас Маринов Поповски
- Стамо Колчев Пенчов
- Стефан х. Васил. Караиванов
- Стефан Иванов Багрилов
- Стефан Радионов Йосифов
- Стефан Спасов Керкенезов
- Стефан Стоянов Стателов
- Стоян Иванов Омарчевски
- Стоян Николов Димов
- Стоян Христов Никофоров
- Таско Стоичков Стоилков
- Тодор Павлов Кожухаров
- Тодор Панайотов Поляков
- Тотю Йорданов Маров
- Тотю Минчев Новаков
- Филип Димитров Махмудиев
- Филип Рафаилов Филипов
- Христо Димов Калфов
- Христо Статев Попов
- Христо Стоянов Таукчиев
- Цвятко Петков Кръстев
- Цеко Дамянов Вълчев